# James B. Adams
Pour les articles homonymes, voir Adams.
James Blackburn Adams, né le 21 décembre 1926 à Corsicana au Texas et mort le 26 avril 2020 à Kerrville (Texas), est un avocat américain, directeur du Federal Bureau of Investigation en 1978.